# Attilio Mozzi
Attilio Mozzi (Colle di San Vigilio, 11 settembre 1889 – Treviglio, 28 dicembre 1977) è stato un pittore italiano.

## Biografia

### Formazione
Nato sul colle di San Vigilio a Bergamo da Stefano e Maria Felicita Ruggeri detta Costantina. Secondo di tre figli. La madre presta servizio come domestica in una famiglia bergamasca. Il padre è indicato con l'attività di ciabattaio forse personale del vescovo di Bergamo. Fin da piccolo grazie all'aiuto della famiglia di avvocati presso cui lavorava la madre fu indirizzato agli studi artistici prima presso il Scuola di Santa Maria Maggiore cittadino principalmente dedicandosi al canto e già a 13 anni era inserito nel coro della basilica mariana,  non riuscendo a suonare il violoncello essendo mancino, fu iscritto presso l'Accademia Carrara nel 1903, sotto la direzione di Ponziano Loverini.
In Accademia ottiene menzioni e medaglie per opere eseguite nel corso di nudo e del colorito. Grazie alle sue qualità divenne assistente del maestro Loverini per la realizzazione degli affreschi della chiesa di Santa Maria Assunta e Giacomo il Maggiore di Romano di Lombardia, nel biennio 1909-1910  Gli viene assegnata la borsa di studio della Arciconfraternita dei bergamaschi in Roma per lo studio nella città eterna nell'anno scolastico 1912-1913 frequentando un corso di perfezionamento d'arte sacra. Al suo ritorno a Bergamo poté esporre alcune sue piccole opere alle esposizioni del Circolo Artistico.

### Affermazione artistica
Combattente nella prima guerra mondiale, si dimostra anche ottimo disegnatore del giornale Signor Sì della Sesta Armata. Al termine della guerra torna ad avvicinare gli artisti presenti in Accademia Carrara, dove incontra il trevigliese Luigi Cassani. Le varie frequentazioni lo portano a conoscerne la sorella, Maria Cassani, che sposerà nel 1919, e di cui realizzerà alcuni ritratti. Viene convinto a entrare nell'azienda di mobili d'arte del suocero Edoardo Cassani come responsabile della parte artistica. Col tempo ne diviene socio a tutti gli effetti, realizzando lavori preparatori in particolare la serie I mestieri che erano destinati alla decorazione della Camera di Commercio di Bergamo, nella sala delle riunioni. Come pittore, alle mostre sindacali bergamasche, vanno aggiunte le due personali del 1960 alla Garitta di Bergamo e del 1961 al Palazzetto Grossi di Treviglio e una terza del 1971 il Treviglio. Continuerà la sua attività in forma privata trovandosi a occupare un ruolo pubblico importante. Per le sue idee antifasciste fu mandato in esilio a Somendenna ma al suo rientro fu eletto sindaco di Treviglio dal 31 agosto 1946, incarico che occuperò per un ventennio.
Per sua volontà il 28 febbraio 1953 venne aperta la Scuola d’arte e mestieri Tommaso Grossi con la prima edizione del concorso artistico Mostra d’arte città di Treviglio aperto a tutti gli artisti di terra orobica, il premio doveva essere l'acquisto da parte dell'amministrazione comunale delle opere vincenti. Il premio prenderà il suo nome nel 1986.
Sue opere si trovano in collezioni private e in alcune chiese di Bergamo. Sua è la preparazione dei disegni per il reliquiario realizzato nel XX secolo per la Cappella dei Santi martiri della chiesa dedicata a San Martino di Tours di Treviglio, dove si conservano alcune reliquie, che erano state traslate nel secolo XVII da Roma.

### Sindaco di Treviglio
Viene eletto sindaco della città di Treviglio, in cinque tornate amministrative: il 31 agosto 1946; il 9 giugno 1951; il 16 giugno 1956; il 3 dicembre 1960; il 11 gennaio 1965, sempre con la lista della Democrazia Cristiana, succedendo al Prof. Pier Luigi Della Torre a cui era legato da profonda amicizia e di cui era il fedele consigliere artistico. Il 14 gennaio 1966 dopo un ventennio di amministrazione, il Consiglio Comunale accetta le sue dimissioni. Gli vengono conferite varie onorificenze fra cui: la Croce di Cavaliere dell'Ordine di San Silvestro (1952); Cavaliere della Repubblica Italiana (1952); Commendatore dell'Ordine al merito della Repubblica italiana (1958).

### Ultimi anni
Gli ultimi anni della sua vita li dedicherà alla pittura, rivisitando i lavori eseguiti in gioventù e realizzando negli anni '60 ritratti di famiglia, come fossero una riflessione del tempo che passa. La sua pittura sarà uno studio continuo delle medesime tematiche senza farsi trasportare dal grande rinnovamenti che l'arte proponeva nel XX secolo. Il suo carattere schivo e riflessivo lo fece disertare le molte mostre a cui era invitato, allontanandolo anche dal mondo del mercato dell'arte, a volte quindi dimenticato. I suoi dipinti passeranno alla raffigurazioni di paesaggi trovandosi a essere il mediatore tra la natura e il suo osservatore con tratti che arrivarono all'astratto. Le sue pitture furono considerate dai critici come fuori dal tempo. Considerò lo studio della pittura come cosa personale amando però seguire l'arte padana del tempo come quella di Giuseppe Pellizza da Volpedo e Angelo Morbelli. Il Mozzi è stato un artista eclettico capace di realizzare studi che spaziano dal Seicento all'Ottocento, per divenire astrattismo. Realizzò molti lavori di ritrattistica, paesaggistica e qualche studio d'arte sacra.

### Morte ed eredità
Dopo la sua morte la città di Treviglio gli intitolò l'Istituto scolastico primario Attilio Mozzi. Il 18 marzo 2006, con l'apposizione di una targa, gli venne dedicato il polo artigianale P.I.P. 2 da parte dei soci del Consorzio. La targa riporta un medaglione bronzeo e la dicitura: " Attilio Mozzi Sindaco della città di Treviglio Pittore e Maestro d'Arte che, trasmettendo cultura e ingegno, educo' al mestiere di ebanista schiere di giovani divenuti valenti artigiani nel settore del mobile d'arte".